# Japanese Whispers
Albums de The Cure
Pornography
(1982) The Top
(1984)
Japanese Whispers est une compilation du groupe britannique The Cure sortie le 6 décembre 1983. Elle regroupe les trois singles, avec leurs faces b, sortis entre novembre 1982 et octobre 1983.

## Contexte
Après le son très noir de Pornography, sorti en mai 1982, l'humeur était au changement. The Cure, qui se résume alors au duo Robert Smith - Laurence Tolhurst amorce un virage pop avec le single Let's Go to Bed en novembre 1982. Le titre en face b, Just One Kiss, plus mélancolique, indique cependant que le groupe n'a pas définitivement rompu avec un passé plus torturé ancré dans Pornography.
Smith et Tolhurst se sont adjoint les services du batteur Steve Goulding pour l'enregistrement de ces deux chansons.
Avec The Walk, sorti en single en juillet 1983, le duo utilise la boîte à rythmes et fait la part belle à une musique électronique dansante, en apparence plus légère. Le morceau The Dream figure en face b. The Walk fait également l'objet d'un EP avec deux titres supplémentaires : The Upstairs Room et Lament.
En octobre 1983, The Cure, qui est devenu un quatuor avec l'arrivée du bassiste Phil Thornalley et du batteur Andy Anderson, offre des morceaux aux tendances jazzy avec The Lovecats couplé à Speak My Language sur un nouveau single. Un troisième titre présent sur le maxi 45 tours, Mr. Pink Eyes, ne figure pas sur Japanese Whispers. 

## Liste des titres
Écrits et composés par Robert Smith et Laurence Tolhurst, sauf 2, 7 et 8 écrits et composés par Robert Smith.
| 1. | Let's Go to Bed   | 3:34 |
| 2. | The Dream         | 3:13 |
| 3. | Just One Kiss     | 4:09 |
| 4. | The Upstairs Room | 3:31 |

| 5. | The Walk          | 3:30 |
| 6. | Speak My Language | 2:41 |
| 7. | Lament            | 4:20 |
| 8. | The Lovecats      | 3:40 |

## Musiciens
- Robert Smith : chant, guitare, basse, claviers
- Laurence Tolhurst : claviers, drum machine, vibraphone (titres 6 et 8)
- Phil Thornalley : contrebasse (titres 6 et 8)
- Andy Anderson : batterie (titres 6 et 8)
- Steve Goulding : batterie (titres 1 et 3)

## Classements hebdomadaires
| Classement (1983-1984)        | Meilleure place |
| ----------------------------- | --------------- |
| Allemagne (Media Control AG)  | 46              |
| Australie (ARIA)              | 13              |
| États-Unis (Billboard 200)    | 181             |
| France (IFOP)                 | 18              |
| Nouvelle-Zélande (RIANZ)      | 8               |
| Royaume-Uni (UK Albums Chart) | 26              |

## Certification
| Pays              | Certifications | Date       | Unités certifiées |
| ----------------- | -------------- | ---------- | ----------------- |
| Royaume-Uni (BPI) | Argent         | 20/01/1984 | 60 000            |